# Donacaula forficella
Donacaula forficella là một loài bướm đêm thuộc họ Crambidae. Nó được tìm thấy ở châu Âu.

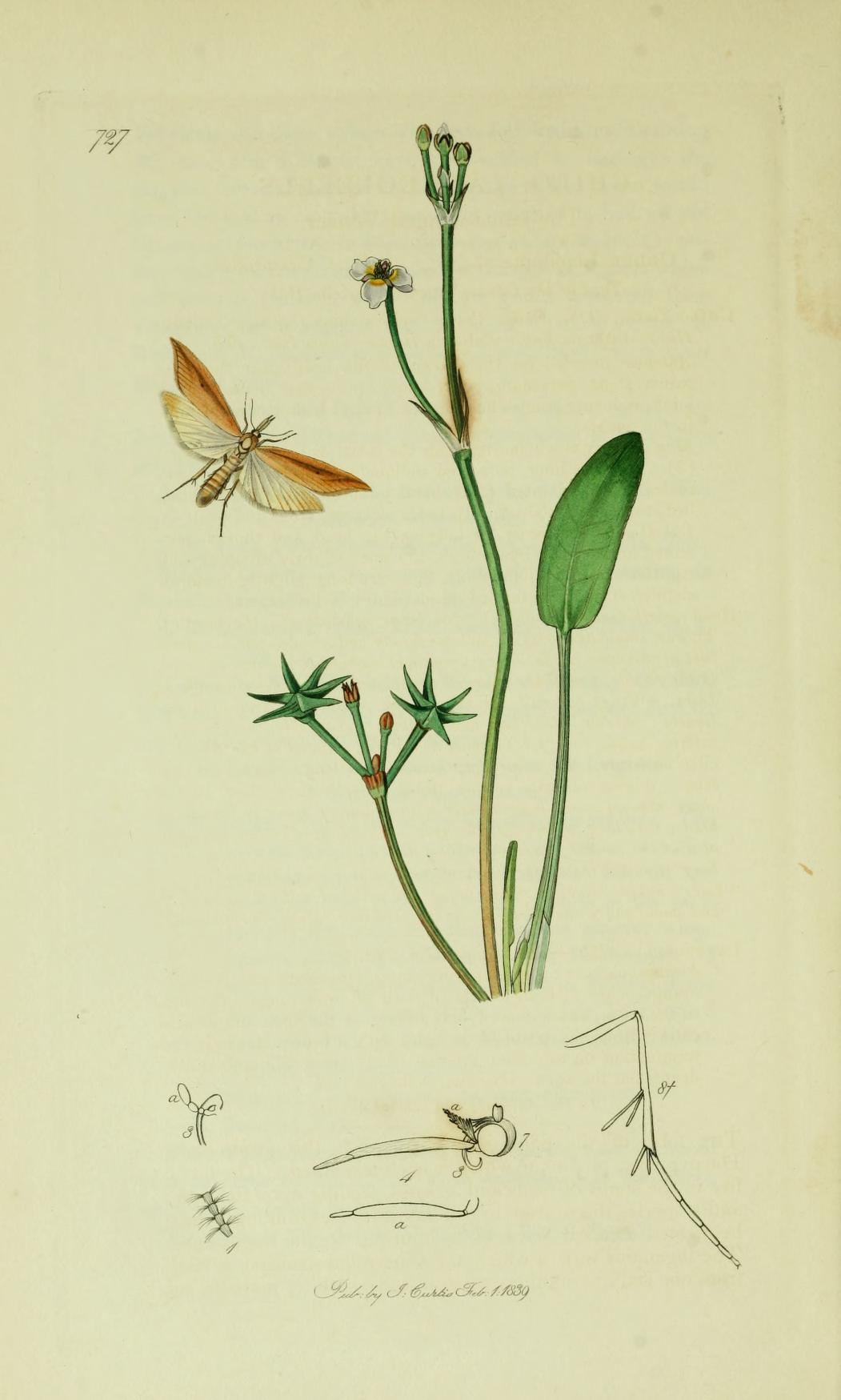
Hình minh họa của John Curtis's British Entomology Volume 6

Sải cánh dài 25–30 mm. Con trưởng thành bay từ tháng 5 đến tháng 9 tùy theo địa điểm.
Ấu trùng ăn Carex, Glyceria maxima và Phragmites.